# Epidemas
Epidemas là một chi bướm đêm thuộc họ Noctuidae.

## Loài
- Epidemas cinerea Smith, 1894
- Epidemas obscurus Smith, 1903 (alternative spelling Epidemas obscura, đồng nghĩa: Epidemas melanographa Hampson, 1906)

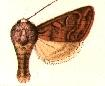
Epidemas obscurus